# Chilton Cantelo
Chilton Cantelo est une paroisse civile et un village du Somerset, en Angleterre.